# San Bernardino Mountains
Die San Bernardino Mountains (Huwaaly Kwasakyav in der Sprache der Mohave) sind ein kurzer, zu den Transverse Ranges gehörender Gebirgszug nördlich und östlich von San Bernardino in Südkalifornien in den Vereinigten Staaten. Der höchste Berg ist der San Gorgonio Mountain, der mit 3505 Metern zugleich die höchste Erhebung in Südkalifornien ist.

## Geographie

### Lage
Der Gebirgszug zieht sich auf einer Länge von rund 100 Kilometern entlang des südlichen Rands der Mojave-Wüste im südwestlichen San Bernardino County. Die San-Andreas-Verwerfung bildet die Südgrenze und trennt diesen im Westen am Cajon Pass von den San Gabriel Mountains und im Südosten, am San Gorgonio Pass, von den San Jacinto Mountains. Der Gebirgszug ist bis zu 50 Kilometer breit.
Die kürzeren Little San Bernardino Mountains dehnen sich südöstlich des Gebirgszugs entlang der Ostseite des Coachella Valleys aus.

### Berge und Gipfel

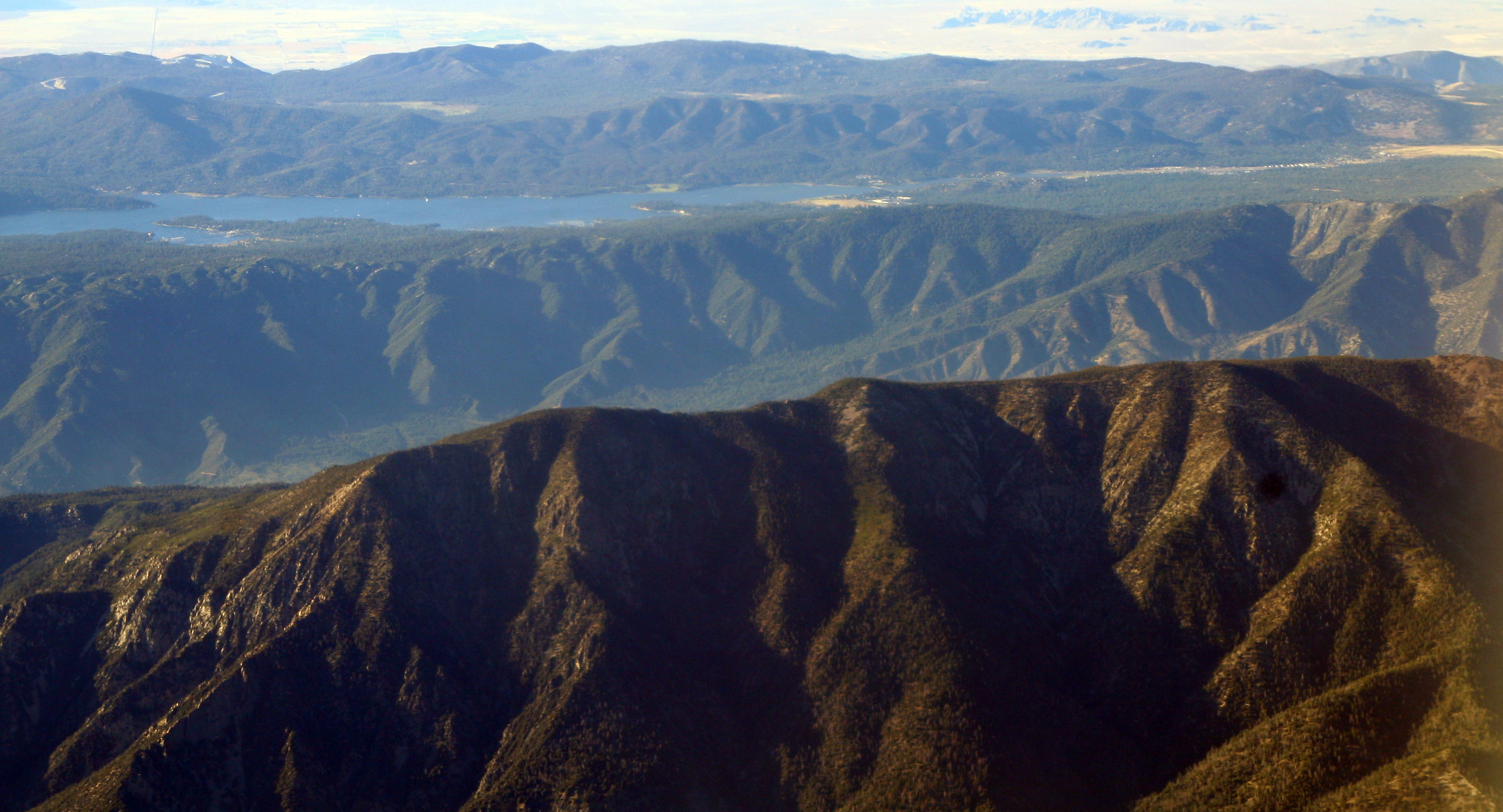
San Bernardino Mountains mit Mount San Gorginio im Vordergrund und Big Bear Lake im Hintergrund

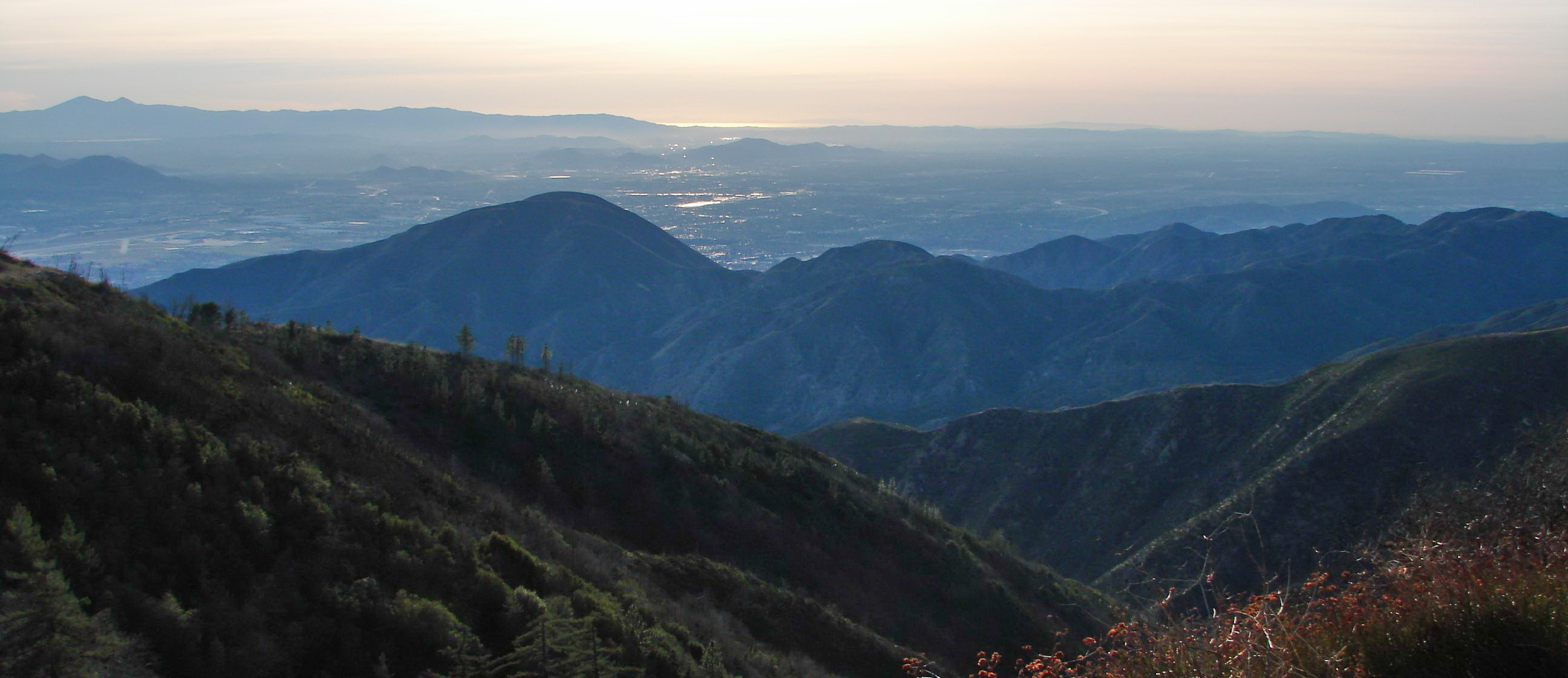
Blick von den San Bernardino Mountains über das San Bernardino Valle zum Pazifik

Die höchsten Erhebungen gruppieren sich rund um den San Gorgonio Mountain in der San Gorgonio Wilderness. Gegen Norden läuft das Gebirge langsam in die Wüste aus. Im Süden, wo es über 3000 Meter aus der Ebene des San Bernardino Valleys aufsteigt, fällt es eher steil ab.
| Name                  | Höhe in Metern |
| --------------------- | -------------- |
| San Gorgonio Mountain | 3505           |
| Jepson Peak           | 3415           |
| Bighorn Peak          | 3352           |
| Dragons Head          | 3312           |
| Anderson Peak         | 3304           |
| Charlton Peak         | 3294           |
| Shields Peak          | 3255           |
| San Bernardino Peak   | 3246           |
| Dobbs Peak            | 3188           |

### Gewässer
Einige Seen prägen heute die Landschaft. Abgesehen von kleineren Gewässern wie dem Jenks Lake zählen dazu viele Stauseen. Der größte ist der Big Bear Lake mit einer Länge von elf Kilometern und einer Fläche von 138 Quadratkilometern. Mit dem Bau des Damms des Lake Arrowhead Reservoirs wurde bereits 1904 begonnen; er wurde aber erst 1922 vollendet. Er diente der Bewässerung im San Bernardino Valley. Der 1971 gestaute Silverwood Lake dient im Rahmen des California State Water Projects wie die anderen der Wasserversorgung.
Zu den wichtigsten hier entspringenden Flüssen zählen der Santa Ana River und der Mojave River. Der Santa Barbara River ist der größte Fluss in Südkalifornien und fließt nach rund 177 Kilometern bei Huntington Beach in den Pazifik. Der Mojave River fließt in die entgegengesetzte Richtung nach Norden und endet im Soda Lake, einem Salzsee mitten in der Wüste. Nach Südosten entwässert der Whitewater River, der bei Hochwasser bis zum abflusslosen Saltonsee reicht.

## Nutzung und Naturschutz
Innerhalb des Gebirges befinden sich mehrere Ortschaften – Crestline hat über 10.000 Einwohner – und bekannte Ferienorte, die wie Big Bear Lake als Sommer- und Wintersportgebiete dienen. Der Fernwanderweg Pacific Crest Trail von der mexikanischen zur kanadischen Grenze führt durch das Gebirge.
Der Großteil des Gebirgszugs liegt innerhalb des San Bernardino National Forest.